# Iriépal

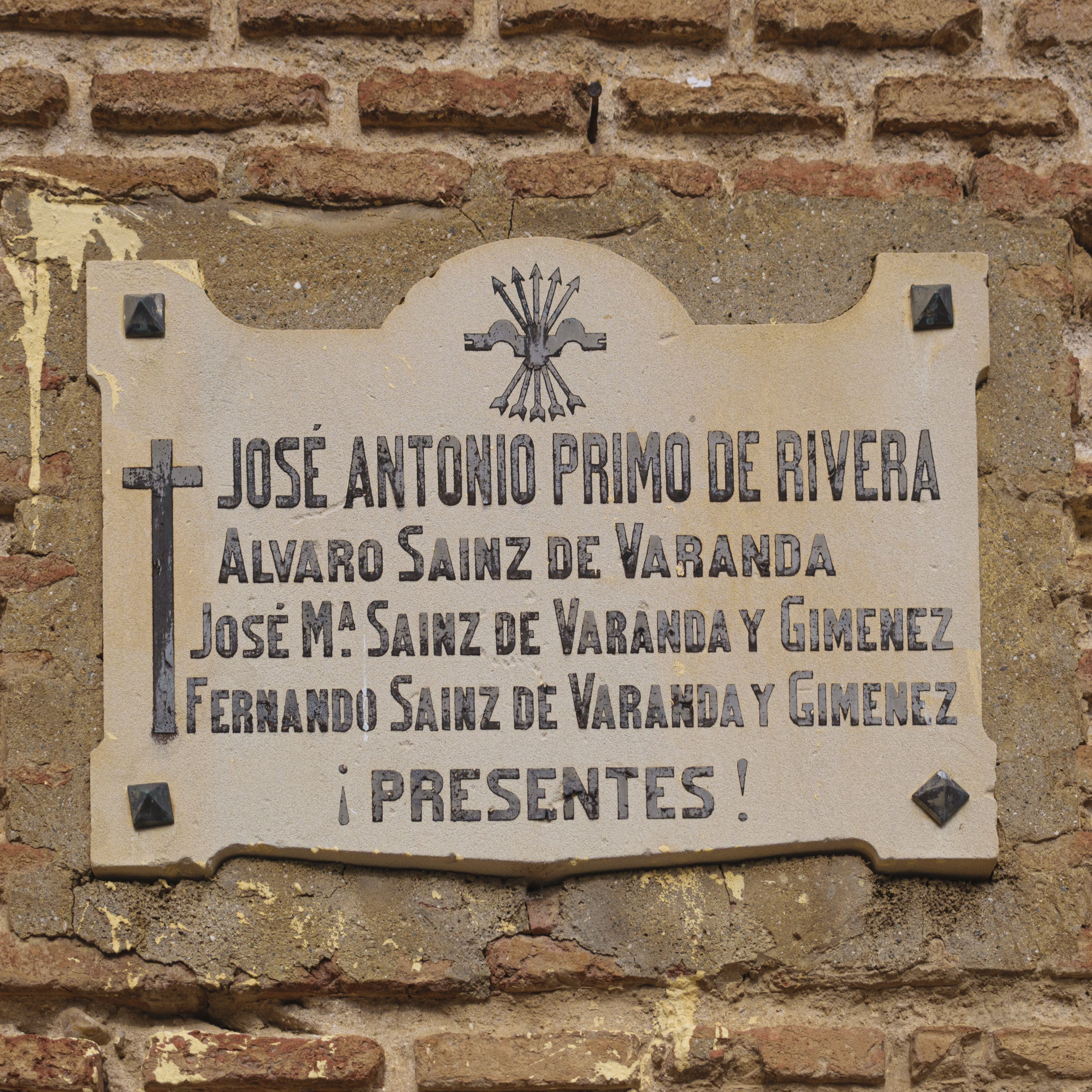
Placa franquista no retirada tras la Ley de Memoria Histórica

Iriépal es una pedanía del municipio español de Guadalajara, situado al nordeste de la capital. El gentilicio de sus habitantes es bubillo/a debido a una tradición oral según la cual los habitantes querían coger un nido de abubillas (Upupa Epops) de la torre de la Iglesia. Para ello decidieron hacer una torre con las cestas o cuévanos que tenían, pero llegados casi a la altura necesaria se quedaron sin cestos. Algún aldeano propuso quitar el de abajo para ponerlo arriba de manera que consiguieran la altura deseada y esa idea es la que da nombre a los habitantes de Iriépal.

## Geografía
Geográficamente se encuentra en el glacis del relieve tabular de la Alcarria al pie del páramo a la altura del encinar del Sotillo. Está cruzada por el arroyo de la Cerrada y cerca discurren otros arroyuelos, todos procedentes del páramo. 
En las inmediaciones de la localidad se encuentran la Peña Hueva y el Pico del Águila.
| Noroeste: Taracena    | Norte: Valdenoches | Nordeste: Centenera      |
| Oeste: Guadalajara    |                    | Este: Centenera, Lupiana |
| Suroeste: Guadalajara | Sur: Guadalajara   | Sureste: Lupiana         |

## Historia
En la Edad Media, Iriépal formó parte de la Comunidad de villa y tierra de Guadalajara. En el Fuero de 1133 formaba parte del alfoz de Guadalajara. La localidad debió de tener una comunidad judía de relativa importancia.
En 1579, la población tenía ochenta casas y noventa vecinos, todos ellos labradores, según recogen las Relaciones topográficas de Felipe II, que hacen referencia a la incidencia de la epidemia de peste de 1527. La población tenía un hospital para pobres, y un molino y un horno de propios, y en su tierra predominaba el secano.
La localidad, de realengo, fue vendida por Felipe IV a su alcalde de Casa y Corte, Miguel de Cárdenas, en 1627. En esa época el pueblo se denominaba Villaflores.
En 1752 la localidad perteneció a Juana de Portugal Cortizos, conocida como "la bella veneciana", que se titulaba marquesa de Villaflores y vizcondesa de Valdefuentes, descendiente de una poderosa familia que se había enriquecido en los negocios y pasó a integrar la nobleza cortesana de aquella época.
Hacia mediados del siglo XIX, la villa, por entonces con ayuntamiento propio, tenía contabilizada una población de 315 habitantes. Aparece descrita en el noveno volumen del Diccionario geográfico-estadístico-histórico de España y sus posesiones de Ultramar de Pascual Madoz de la siguiente manera:

IRIEPAL: v. con ayunt. en la prov. y part. jud. de Guadalajara (1/2 leg.), aud. terr. de Madrid (11 1/2), c. g. de Castilla la Nueva, dióc. de Toledo (23 1/2.) sit. en llano, circundada de cerros, la combaten principalmente los vientos N., NE. y O.: su clima es frio y propenso á pulmonías, dolores de costado y cólicos: tiene 106 casas; la consistorial, cárcel, escuela de instruccion primaria, frecuentada por 35 alumnos á cargo de un maestro, dotado con 1,100 rs.; una igl. parr. (La Purísima Concepcion), servida por un cura, cuya plaza es de primer ascenso y de provision en concurso; fuera de la pobl. como á 50 pasos de la misma, hay una fuente de que se surte el vecindario para beber y demas usos domésticos. térm.: confina N. Taracena; E. Centenera; S. y O. Guadalajara; dentro de esta circunferencia se encuentran dos ermitas (La Soledad y San Roque) y hasta 16 fuentes, ademas de la mencionada. El terreno es de mediana calidad; comprende una deh. con arbolado de chaparro y roble, un monte cuyo aprovechamiento, asi en leñas como en pastos, es comun entre la v. y la c. de Guadalajara. caminos: los que dirigen á los pueblos limítrofes, en mediano estado. correo: se recibe y despacha en la adm. de Guadalajara. prod.: trigo, cebada, centeno, avena, aceite, vino, miel, judias, patatas, abundancia de higos, ciruelas, rubia y esparto: se cria ganado lanar y las caballerias necesarias para la agricultura; caza de perdices, liebres y conejos. ind.: la agrícola, un molino aceitero y la fabricacion de yeso y cal. comercio: esportacion de frutos sobrantes é importacion de los artículos de consumo que faltan. pobl.: 110 vec., 315 alm. cap. prod.: 1.704,167 rs. imp.: 153,375. contr.: 11.235. presupuesto municipal: 5,500, se cubre con los fondos de 
propios y reparto vecinal.
(Madoz, 1847, p. 444)

En Iriépal fueron rodadas varias escenas de la película Espartaco (1960), de Stanley Kubrick. El municipio de Iriépal desapareció en 1969, al ser incorporado junto con los de Taracena y Valdenoches al término municipal de Guadalajara.

## Demografía
| Gráfica de evolución demográfica de Iriépal entre 1842 y 1960 |
| |
| Población de derecho según los censos de población del INE Población de hecho según los censos de población del INEEntre el censo de 1970 y el anterior, este municipio desaparece porque se integra en el municipio Guadalajara |

| Evolución de la población según los censos | Evolución de la población según los censos | Evolución de la población según los censos | Evolución de la población según los censos | Evolución de la población según los censos | Evolución de la población según los censos | Evolución de la población según los censos | Evolución de la población según los censos | Evolución de la población según los censos | Evolución de la población según los censos | Evolución de la población según los censos | Evolución de la población según los censos | Evolución de la población según los censos | Evolución de la población según los censos |      |
| 1857                                       | 1860                                       | 1877                                       | 1887                                       | 1897                                       | 1900                                       | 1910                                       | 1920                                       | 1930                                       | 1940                                       | 1950                                       | 1960                                       | 2001                                       | 2010                                       | 2021 |
| ------------------------------------------ | ------------------------------------------ | ------------------------------------------ | ------------------------------------------ | ------------------------------------------ | ------------------------------------------ | ------------------------------------------ | ------------------------------------------ | ------------------------------------------ | ------------------------------------------ | ------------------------------------------ | ------------------------------------------ | ------------------------------------------ | ------------------------------------------ | ---- |
| 514                                        | 491                                        | 498                                        | 525                                        | 549                                        | 559                                        | 542                                        | 595                                        | 588                                        | 550                                        | 563                                        | 550                                        | 570                                        | 858                                        | 887  |

## Economía
La economía de Iriépal se basa en la agricultura, aunque parte de su población corresponde a su condición de localidad dormitorio de Guadalajara.

## Arquitectura
Entre la arquitectura de la localidad destaca el Lavadero, construido a comienzos del siglo XX en estilo ecléctico. El edificio fue construido por un filántropo, José Santamaría de Hita, que creó una fundación con becas para que los niños de la localidad estudiaran. Actualmente, el Lavadero sirve como centro cultural. Anteriormente y también construida gracias a los fondos de la Fundación José Santa María de Hita hubo una casa de maestros y maestras cercana a la escuela y dotada de grandes comodidades para la época. A finales de los años 80 fue derruida quedando el solar en la plaza del Ayuntamiento. Hubo también un lavadero destinado a lavar la ropa de personas infectadas con enfermedades varias, pero también fue derruido en los años 90. 
La Fuente Vieja sigue manando agua en las  cercanías del colegio. Este monumento data de 1858. 
También sobresale la iglesia parroquial de la Inmaculada Concepción, con torre campanario de ladrillo, construida en el siglo XVI, aunque muy alterada.

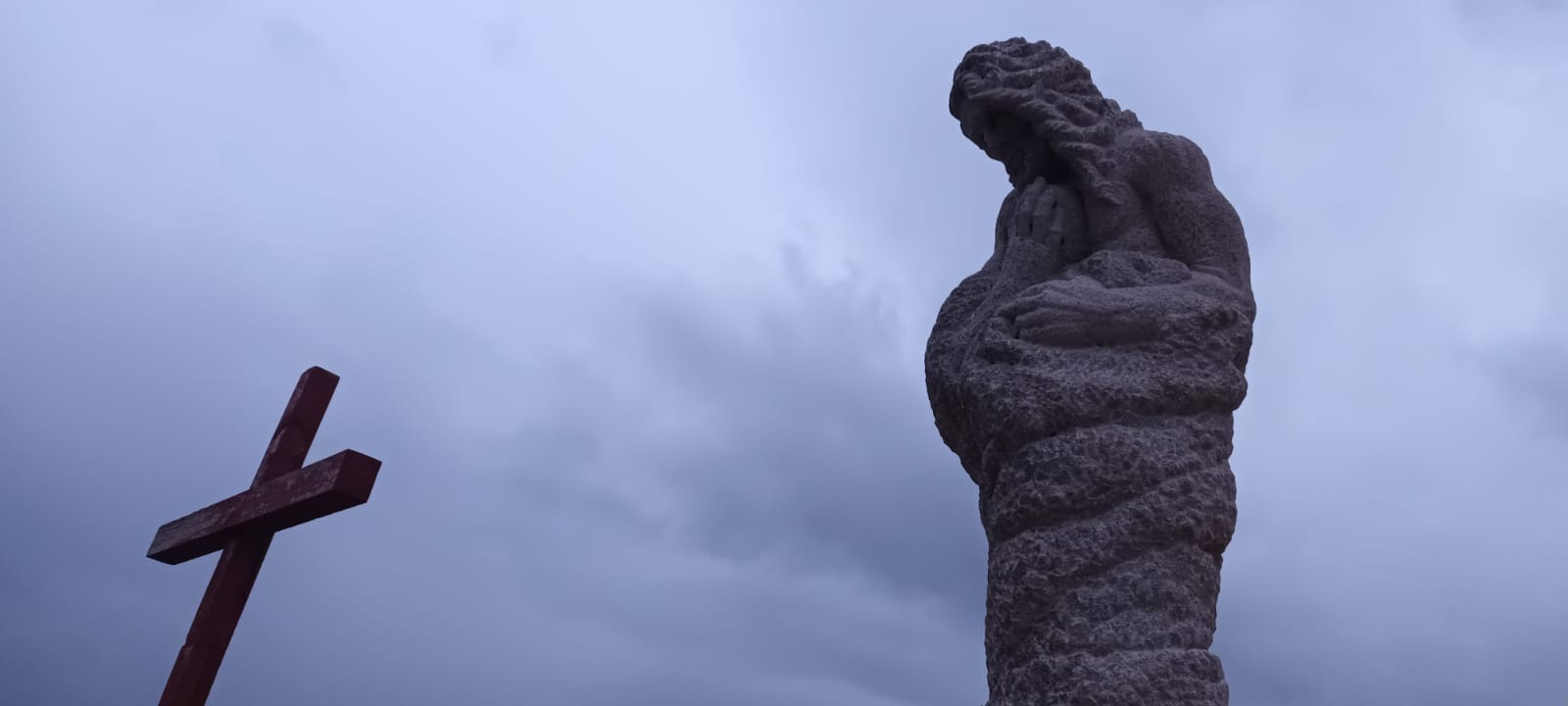
Escultura y Cruz en el Cerro de La Virgen.

En las afueras del pueblo se localizan la ermita de San Roque (en ruinas),  la ermita de la Soledad y un convento de Carmelitas Descalzas, establecido en 1976.En el año 2022 y gracias a donativos de los bubillos y bubillas se colocó en el cerro de la Virgen una escultura del Sagrado Corazón realizado por el escultor gallego Camilo Seira. 

## Cultura

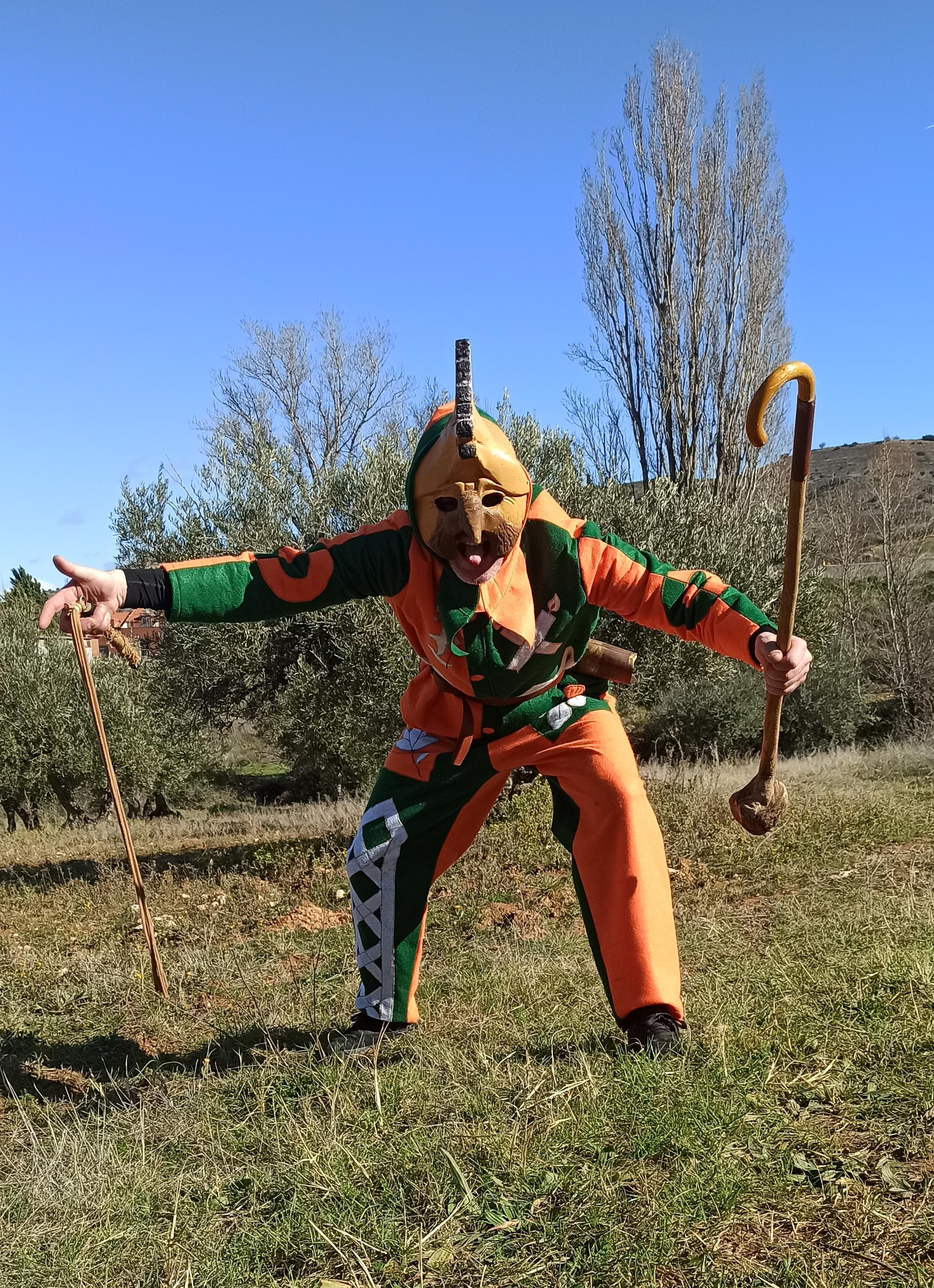
Botarga 2025

Iriépal celebra sus fiestas patronales en honor a San Roque a mediados de agosto. Se hace la procesión en honor al Santo y se celebran encierros taurinos así como eventos varios; desfile de carrozas, comidas populares etc. El primer fin de semana de febrero se celebran las fiestas en honor a San Blas con la procesión del santo, el concurso de rondas y el tradicional baile de El Farolillo. Recientemente en el año 2024 se ha recuperado la Botarga.
En Semana Santa desde hace varios años tiene lugar la cada vez más Famosa Pasión Viviente, en la cual varios actores tanto profesionales como vecinos de Iriépal realizan una representación de la Pasión de Cristo transformando el pueblo y vistiendo a sus gentes para simular la vida en aquellos tiempos. Muchas personas se citan cada año para poder contemplar esta obra. La Pasión Viviente consta de seis escenas que se desarrollan en diferentes parajes del pueblo y del entorno: 
1-    Luna de Parasceve, ocurre en la plaza del Ayuntamiento.
2-    Última Cena, se celebra en el centro cultural “El Lavadero”. Es la única celebrada en interiores.
3-    Oración Monte Olivos y captura, se realiza cerca del paraje de los Olivos, cercano al pueblo.
4-    Juicio a Jesús, de nuevo en la plaza del Ayuntamiento.
5-    Crucifixión, en el paraje de El Olmillo.
6-    La Fe (simultánea a la escena 2), ambientada en la plaza del Ayuntamiento.

Desde hace unos años se celebra el Trail de la Fuente Vieja que reúne a corredores de la provincia y que tiene cada año una mayor aceptación. Se realizan varias carreras  de 5, 10 y 15 km y algunos  recorridos son de extraordinaria belleza a la vez que de gran dureza.
El primer fin de semana de mayo, los bubillos y bubillas han mantenido y recuperado la tradición de Los Mayos, en la que por la noche en la plaza del Pueblo se coloca el mayo, un árbol lo más alto posible, para que al día siguiente se pueda contemplar,  al igual que antaño hacían nuestros mayores. Además se sigue celebrando la Maya en la que los niños y niñas se disfrazan llevando a una niña disfrazada de blanco y tirando pétalos de flor de pitiminí a la vez que cantan; " un cuartito a la maya que se desmaya".

## Política
Iriépal es una pedanía o barrio anexionado de Guadalajara, por lo que depende administrativamente de su Ayuntamiento. Desde 1991, el alcalde tiene un representante, elegido por sufragio universal. Desde enero de 2016, el alcalde pedáneo es el independiente Andrés Herranz.
| Alcaldes pedáneos de Iriépal desde 1991 | Alcaldes pedáneos de Iriépal desde 1991 | Alcaldes pedáneos de Iriépal desde 1991 |
| Alcalde                                 | Legislatura                             | Partido                                 |
| --------------------------------------- | --------------------------------------- | --------------------------------------- |
| Bonifacio García Viejo                  | 1991-1995                               | Independiente                           |
| Bonifacio García Viejo                  | 1995-1999                               | Partido Popular                         |
| Domingo Oñoro González                  | 1999-2003                               | Partido Socialista Obrero Español       |
| Domingo Oñoro González                  | 2003-2007                               | Partido Socialista Obrero Español       |
| Luis García Sánchez                     | 2007-2012                               | Partido Popular                         |
| Luis García Sánchez                     | 2012-2015                               | Partido Popular                         |
| Andrés Herranz                          | 2016-                                   | Independiente                           |

| Elecciones de alcaldes pedáneos de 1991 | Elecciones de alcaldes pedáneos de 1991 | Elecciones de alcaldes pedáneos de 1991 | Elecciones de alcaldes pedáneos de 1991 |
| Candidato                               | Partido                                 | Votos                                   | %                                       |
| --------------------------------------- | --------------------------------------- | --------------------------------------- | --------------------------------------- |
| Bonifacio García Viejo                  | Independiente                           | 182                                     | 86,67                                   |
| Miguel Ángel Hermosilla Calvo           | Independiente                           | 28                                      | 13,33                                   |

| Elecciones de alcaldes pedáneos de 2003 | Elecciones de alcaldes pedáneos de 2003 | Elecciones de alcaldes pedáneos de 2003 | Elecciones de alcaldes pedáneos de 2003 |
| Candidato                               | Partido                                 | Votos                                   | %                                       |
| --------------------------------------- | --------------------------------------- | --------------------------------------- | --------------------------------------- |
| Domingo Oñoro González                  | Partido Socialista Obrero Español       | 166                                     | 51,71                                   |
| Mercedes Espliego                       | Partido Popular                         | 139                                     | 43,30                                   |
| Luis Ramos                              | Independiente                           | 16                                      | 4,98                                    |

| Elecciones de alcaldes pedáneos de 2007 | Elecciones de alcaldes pedáneos de 2007 | Elecciones de alcaldes pedáneos de 2007 | Elecciones de alcaldes pedáneos de 2007 |
| Candidato                               | Partido                                 | Votos                                   | %                                       |
| --------------------------------------- | --------------------------------------- | --------------------------------------- | --------------------------------------- |
| Luis García Sánchez                     | Partido Popular                         | 187                                     | 50,13                                   |
| Domingo Oñoro González                  | Partido Socialista Obrero Español       | 186                                     | 49,87                                   |

| Elecciones de alcaldes pedáneos de 2012 | Elecciones de alcaldes pedáneos de 2012 | Elecciones de alcaldes pedáneos de 2012 | Elecciones de alcaldes pedáneos de 2012 |
| Candidato                               | Partido                                 | Votos                                   | %                                       |
| --------------------------------------- | --------------------------------------- | --------------------------------------- | --------------------------------------- |
| Luis García Sánchez                     | Partido Popular                         | 226                                     | 59,01                                   |
| Domingo Oñoro González                  | Partido Socialista Obrero Español       | 157                                     | 40,99                                   |

| Elecciones de alcaldes pedáneos de 2016 | Elecciones de alcaldes pedáneos de 2016 | Elecciones de alcaldes pedáneos de 2016 | Elecciones de alcaldes pedáneos de 2016 |
| Candidato                               | Partido                                 | Votos                                   | %                                       |
| --------------------------------------- | --------------------------------------- | --------------------------------------- | --------------------------------------- |
| Andrés Herranz                          | Independiente                           | 187                                     | 45,06                                   |
| Luis García Sánchez                     | Partido Popular                         | 132                                     | 31,81                                   |
| Javier Tabernero                        | Partido Socialista Obrero Español       | 96                                      | 23,13                                   |